# Sweet Track

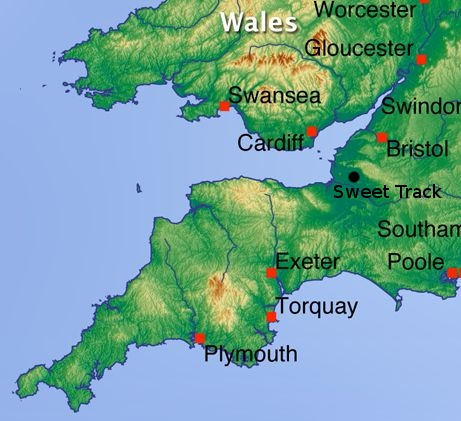
Cartina dell'Inghilterra sudoccidentale.

La Sweet Track è un'antica strada rialzata nell'Inghilterra sudoccidentale presso i bassopiani del Somerset Levels. Databile a 6000 anni fa, quindi agli inizi del Neolitico, è una delle più antiche strade del mondo e una delle più antiche in legno del nord Europa.
Fu costruita dagli abitanti dei pendii delle Polden Hills inizialmente per collegarsi a due isolotti sabbiosi, uno dei quali forniva legname alla popolazione e conteneva terre coltivate. L'altro isolotto invece, denominato Westhay Island, si ipotizza comprendesse anche un insediamento umano oltre, in aggiunta, terreni di pascolo.
Il camminamento è stato scoperto nel 1970 da un operaio, Raymond Sweet, mentre eseguiva un lavoro di pulizia dei canali di drenaggio che attraversano le torbiere dei Somerset Levels.
I primi emigranti continentali iniziarono a trasferirsi in Gran Bretagna intorno al 4000 a.C., ed essendo per lo più agricoltori, cercarono terre idonee per la coltura ed i Somerset Levels si dimostrarono un luogo adatto in quanto ricco di risorse di selvaggina, di pesci, di suini selvatici e di materiali, come le canne, e di alberi da disboscare per il legname.
Per realizzare il camminamento vennero abbattuti alberi grandi, quali il querce, il frassino, l'olmo, che venivano lavorati fino a trasformarli in tavole.
La costruzione era basata su una guida formata da tronchi collocati in fila sulla superficie dell'acquitrino aventi la funzione di struttura di sostegno, da pioli piantati nel terreno per consentire che ogni coppia formasse una "X", e infine dalle tavole che costituivano la base del camminamento che erano incastrate tra i due bracci superiori dei pioli. La base era sopraelevata di circa mezzo metro rispetto alla guida e aveva una larghezza di trenta centimetri e tagliava due file di alte canne.
Gli archeologi hanno effettuato studi multidisciplinari dell'ambiente, e analizzando i residui della flora e della fauna, sono riusciti a scoprire che gli abitanti praticavano una forma di selvicoltura e che vigeva già allora l'abbattimento selettivo che consentiva la rapida crescita dai ceppi rimanenti. I ritrovamenti di resti di scarabei ha fornito agli specialisti le indicazioni sul clima dell'epoca neolitica, che prevedeva temperature più basse di circa tre gradi rispetto ad oggi in inverno, e temperature più alte di circa tre gradi in estate. Le informazioni fornite dai pollini hanno consentito di capire la conformazione dei boschi (querce, olmi, frassini e tigli) e dei sottoboschi (noccioli e agrifogli). L'acquitrino pullulava di giunchi e canne oltre alla ninfee, e prosperavano girinidi e grossi ragni pirata.
Tra i reperti ritrovati vi sono gli utensili utilizzati all'epoca, quali le schegge, per il legno, per le canne, per le piante e per le pelli. Inoltre sono state rinvenute anche punte di frecce, probabilmente utilizzate per la caccia, oltre a ceramiche, cocci e oggetti di legno, quali zappe, spatole, manici e spilloni levigati utilizzati forse come ornamento.